# 克里斯蒂亞諾·德爾格羅索
克里斯蒂亞諾·德爾格羅索（義大利語：Cristiano Del Grosso，1983年3月24日—），意大利男子足球運動員。在場上的位置是左後衛。他現在效力於意大利足球甲級聯賽球隊亞特蘭大足球俱樂部。他在2011年轉會亞特蘭大.。